# Jan Hendrik Held
Pour les articles homonymes, voir Held.
Jan Hendrik Held est un ancien joueur italo-néerlandais de volley-ball né le 12 novembre 1967 à Renswoude (Pays-Bas). Il mesure 2,00 m et jouait central. Il a été entraîneur pendant une saison.

## Clubs
| Club                          | Pays     | De        | À         |
| ----------------------------- | -------- | --------- | --------- |
| Équipe nationale des Pays-Bas | Pays-Bas | 1990-1991 | 1991-1992 |
| Latte Giglio Reggio Emilia    | Italie   | 1992-1993 | 1993-1994 |
| Fochi Bologne                 | Italie   | 1994-1995 | 1994-1995 |
| Daytona Modène                | Italie   | 1995-1996 | 1995-1996 |
| Olympiakos                    | Grèce    | 1996-1997 | 1996-1997 |
| Lube Banca Macerata           | Italie   | 1997-1998 | 1997-1998 |
| Iveco Palerme                 | Italie   | 1998-1999 | 1999-2000 |
| Asystel Milan                 | Italie   | 2000-2001 | 2002-2003 |
| Unimade Parme                 | Italie   | 2003-2004 | 2003-2004 |
| RPA LuigiBacchi.it Pérouse    | Italie   | 2004-2005 | 2004-2005 |
| Codyeco Santa Croce           | Italie   | 2005-2006 | 2005-2006 |
| Premier Hotels Crema          | Italie   | 2006-2007 | 2007-2008 |

## Palmarès
- Ligue des champions (1)
  - Vainqueur : 1996

- Coupe de Grèce (1)
  - Vainqueur : 1997